# Cock and Ball Torture
Cock and Ball Torture (también conocida como 'CBT') es una banda alemana de pornogrind, formada por los miembros de Carnal Tomb. La banda es conocida por sus rápidos y pesados riffs y por sus vocales guturales. Su nombre equivale, en español, a "Tortura de Pene y Testículos". Las letras suelen tratar temas pornográficos y gore.

## Discografía

### EP y splits
- 1998 - Cocktales (Shredded Records)
- 1999 - Veni, Vidi, Spunky, split con Squash Bowels (POL) (Bizarre Leprous Productions).
- 2000 - Zoophilia, split con Libido Airbag (Stuhlgang Records).
- 2000 - Anal Cadáver, split con Grossmember (Noweakshit Records).
- 2001 - Barefoot and Hungry, split con Disgorge (Lofty Storm Records).
- 2001 - Big Tits, Big Dicks, split EP con Last Days of Humanity (Unmatched Brutality Records).
- 2001 - Split con Filth, Negligent Collateral Collapse y Downthroat.
- 2002 - Where Girls Learn to Piss on Command (Stuhlgang Records)

### Álbumes de estudio
- 2000 - Opus(sy) VI (Shredded Records)
- 2002 - Sadochismo (Ablated Records)
- 2004 - Egoleech (Morbid Records)

### Álbumes compilatorios
- 2006 - A Cacophonous Collection (Obliteration Records)